# Desa Bantargebang
Desa Bantargebang är en administrativ by i Indonesien.   Den ligger i provinsen Jawa Barat, i den västra delen av landet, 19 km sydost om huvudstaden Jakarta.